# Cray-2

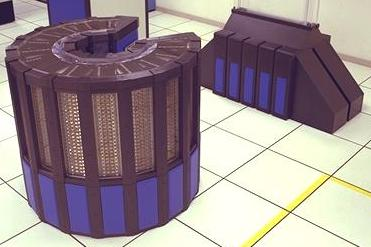
Cray-2

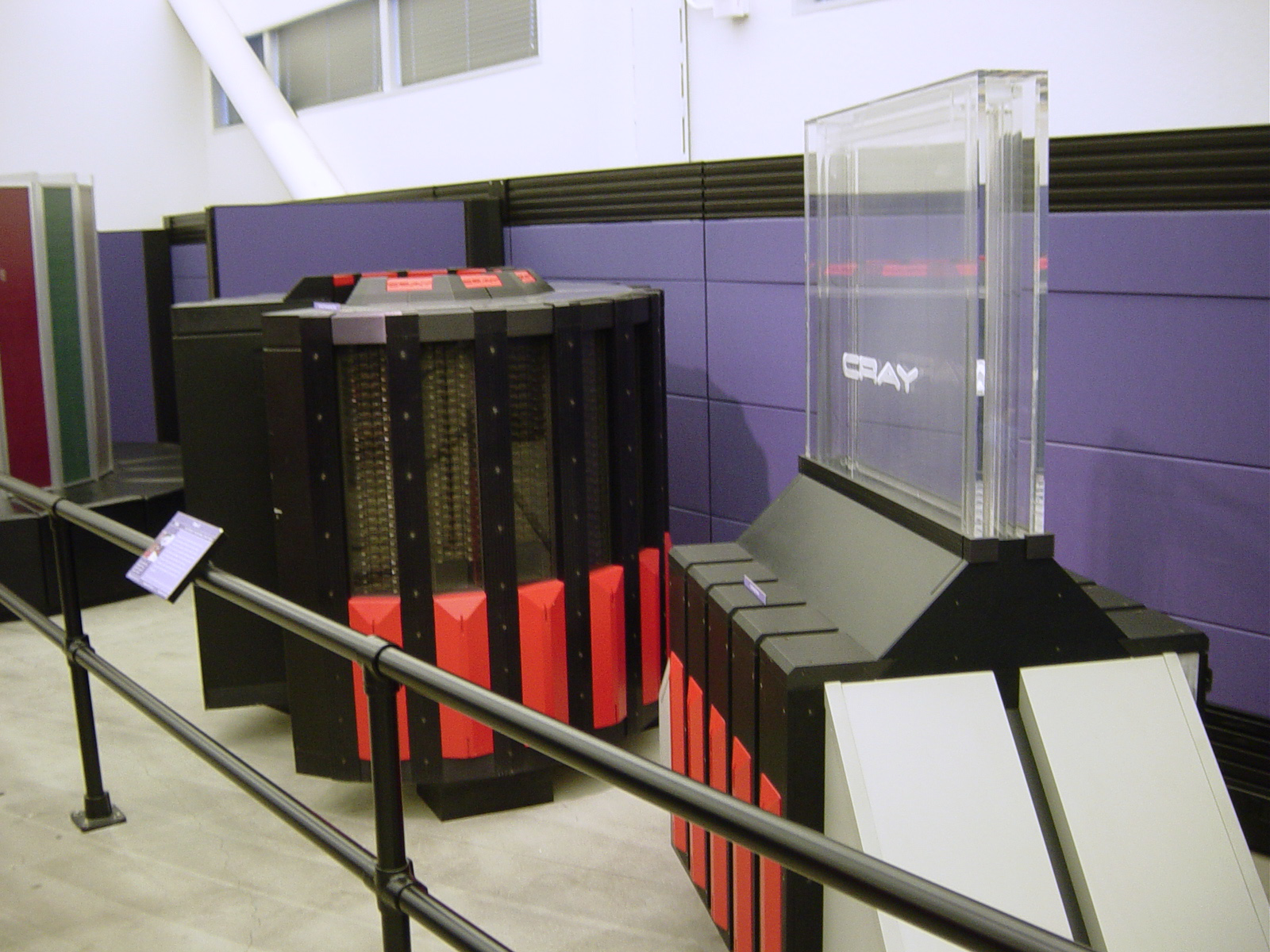
Superkomputer Cray-2 w Computer History Museum

Cray-2 – superkomputer z procesorami wektorowymi, zaprojektowany i oferowany przez Cray Research od początku 1985 roku. Zastąpił Cray X-MP, który do tego czasu był najszybszym komputerem na świecie. Cray-2 został pokonany pod względem wydajności dopiero przez ETA-10G w 1990 roku.

## Budowa
Cray-2 był systemem wieloprocesorowym z pamięcią współdzieloną wykonanym w technologii ECL i układami z arsenku galu (GaAs). Składał się z prostego procesora pierwszoplanowego, który wykonywał zadania systemowe, obsługiwał zadania I/O oraz synchronizował pracę pozostałych elementów systemu, i od 1 do 4 wektorowych procesorów drugoplanowych. Ponadto posiadał bardzo szybką pamięć współdzieloną, która była de facto podstawowym wąskim gardłem systemu, ponieważ podłączono ją z procesorami za pomocą pojedynczego portu dostępowego. Procesory drugoplanowe wykonywały właściwe obliczenia, a okres ich zegara wynosił 4,1 nanosekundy (244 MHz).

## Historia
Cray-2 był w przeważającej części produkowany dla Amerykańskich Departamentów Obrony oraz Energii, które były głównymi klientami. Superkomputery te wykorzystywane były głównie do badań nad bronią nuklearną lub w badaniach oceanograficznych (za pomocą sonaru). Cray-2 pracował także dla agencji cywilnych, takich jak np. NASA Ames Research Center, uniwersytetów oraz światowych korporacji.
Cray-2 mógł być zastąpiony przez Cray-3, lecz ze względu na problemy techniczne, nigdy nie zostało to urzeczywistnione. Następcą komputera Cray-2 został Cray X1, oferowany przez Cray Inc.